# Kınık Höyük (Bilecik)
Kınık Höyük is een archeologische vindplaats in de Turkse provincie Bilecik.
De ruïneheuvel ligt ten zuidwesten van het centrum van Bilecik, 5 km ten noordwesten van het district Pazaryeri, op 300 m van het dorp Kınık. De heuvel is zo'n 4 m hoog en 150 m in diameter.
De vindplaats is ontdekt in 1990 en alleen onderzocht op oppervlaktevondsten door dr. Efe. Hij vond potscherven uit de Midden-Kopertijd aan de westkant en uit het Vroege Brons en een paar uit het 2e millennium v.Chr. aan de oostzijde.
De vondsten uit het Midden-Koper vertonen overeenkomst met het Vinča-aardewerk uit Zuidoost-Europa.